# 黄浦滨江滑板极限公园
黄浦滨江滑板极限公园是位於中國上海市黃浦區龙华东路的一個滑板公園，靠近西藏南路隧道、中国船舶馆以及远望1号，所在地為江南造船厂旧址。公園使用面积近10000平方米。室外区域近8000平方米，室内区域近2000平方米。室外区域中滑板竞赛场地占地3000余平方米，分为碗池和街式两個区域。室外區域还有轮滑、平衡车、BMX小轮车、攀岩区域。　室内区域分为两层：一层為滑板轮滑装备体验中心、滑板文化主题餐厅；二层歸上海市滑板队使用。

## 歷史
2021年10月16日，黄浦滨江滑板极限公园开园。建成前曾一度起名為世博滨江一号船坞滑板公园，是上海中心城区最大的滑板公园以及中國规格最高的滑板专业场地。
2024年5月16日，2024年巴黎奥运会资格系列赛上海站的自由式小轮车、霹雳舞、滑板和攀岩项目比賽在该地舉辦。